# Социал-демократическая партия (Нигерия)
Социал-демократическая партия Нигерии (СДП) — левоцентристская политическая партия в Нигерии. Создана одновременно с Национальным республиканским собранием бывшим военным президентом Ибрагимом Бабангидой в рамках проекта ограниченной демократизации с двумя общенациональными партиями — одной слегка левее ценра и другой правее. В её руководстве преобладали выходцы из Северной Нигерии, но электорально партия опиралась на народ игбо. Во времена Третьей Нигерийской республики она считалась умеренной партией, привлекательной для молодых радикальных интеллектуалов и социалистов. Её манифест призывает к согласованным усилиям по улучшению благосостояния и борьбе за социальную справедливость.

## Структура
После запрета администрацией Ибрагима Бабангиды 13 потенциальных партий в 1989 году, некоторые политические объединения решили перегруппироваться. Народный фронт Нигерии, Народная партия солидарности и Нигерийская лейбористская партия сформировали ядро электората новой СДП. В 1990 году председателем партии был избран Бабагана Кингибе, опередив своего соперника Мохаммеда Арзику.
Несмотря на преобладание северных нигерийцев, опора партии заключалась в народе игбо в штатах Имо и Анамбра. На выборах в Национальную ассамблею 1992 года партия получила большинство — 57 % мест в Сенате и 53 % мест в Палате представителей. Партия в основном финансировалась самим нигерийским правительством и богатыми людьми, такими как Шеху Муса Яр’Адуа, Фрэнсис Нзерибе и М.К.О. Абиола.
На своих первых президентских праймериз Умару Яр-Адуа от СДП набрал около 480 000 голосов, опередив своего основного оппонента Олу Фалае в первом туре. Однак эти выборы были отменены Бабангидой. На вторых предварительных выборах в рамках принятой системы под названием «Вариант А4» победу в марте 1993 года одержал другой финансист партии, Абиола (бывший член Национального совета Нигерии и Камеруна, а также бывший председатель Национальной партии Нигерии). Затем Абиола принял участие в национальных выборах, результаты которых также были аннулированы Бабангидой.
В число бывших участников СДП входят Атику Абубакар, Джерри Гана, Абубакар Рими, Рабиу Муса Кванквасо, Шеху Яр’Адуа, Абдуллахи Алию Сумайла, Дапо Саруми, Суле Ламидо, Магаджи Абдуллахи, Тони Анених, Ламиди Адедибу, Альберт Легоги, Иорчиа Аю, Фиделис Тапгун, Босс Мустафа, Бола Тинубу, Асиваджу Кайоде Блессинг и Мохаммед Арзика. Позднее некоторые из членов партии стали видными деятелями Народно-демократической партии (НДП). Джерри Гана вернулся в СДП в 2018 году.

## Манифест
- Энергетика: Государство контролирует энергоснабжение промышленных и социальных целей.
- Развитие сельских районов: государство обязуется сократить сельскую бедность и миграцию из сельских районов в города посредством поддержки общественных организаций и развития местных сообществ.
- Горнодобывающая и нефтехимическая промышленность: Государство обеспечивает ответственную и контролируемую эксплуатацию минеральных ресурсов.
- Труд, занятость и заработная плата: трудящиеся будут представлены во всех вопросах, касающихся своих дел.
- Образование: Работа над созданием бесплатных образовательных программ на всех уровнях.
- Оборона: Поощрение самообеспечения, местного производства и создания предприятий по производству вооружений.
- Полиция: Изменение отношения полиции к государству и гражданам.

## Возрождение в 4-й республике
Новая сила под названием СДП была сформирована коалицией из 13 партий. Возрождённая партия боролась за места на всеобщих выборах 2015 года, однако на президентских выборах кандидата не выставила, уступив выдвиженцу Народно-демократической партии, бывшему президенту Гудлаку Джонатану.
По словам вождя Олу Фалае, СДП была возрождена для устранения недостатков и предоставления альтернатив двум ведущим партиям — Народно-демократической и Всепрогрессивного конгресса, — поскольку СДП существовала раньше и от АПК, и от НДП.

## Платформа
- Развивать демократические идеи СДП.
- Стать третьей политической платформой и привлечь авторитетных, компетентных и динамичных лидеров.
- Бороться с коррупцией и установить верховенство закона.
- Собрать вокруг себя социал-демократов и патриотов, представляющих народ.
- Воссоздать на национальном уровне идеологическую партию.
- Открыть политическое пространство для молодого поколения нигерийцев.
- Проявлять гендерную чувствительность и оказывать поддержку людям с инвалидностью.
- Объединить нигерийский народ, выражать и реализовать его чаяния и желания.